# 八戸市立島守中学校
八戸市立島守中学校（はちのへしりつしまもりちゅうがっこう）は、青森県八戸市南郷島守にある公立（市立）の中学校。

## 沿革
- 1947年（昭和22年）
  - 3月31日 - 法律第25号「教育基本法」及び同年同月同日付法律第36号「学校教育法」に基づき本校創立。
  - 4月20日 - 島守村立島守中学校を開設する。島守小学校に併設。
  - 4月22日 - 開校式挙行。当時は、消防ポンプ置場階上や蒼前神社等を教室に借用していた[1]。
  - 12月1日 - 冬期間だけ増田分教場を開設する。
- 1949年（昭和24年）2月1日 - 中沢村大字市野沢字黄壁7番地に校舎新築移転[1] 。
- 1950年（昭和25年）12月22日 - 講堂落成[1] 。
- 1952年（昭和27年）5月16日 - 島守字馬場37番地（現在地）に、校舎新築移転。島守森林組合より、校旗が寄贈される。
- 1954年（昭和29年）4月1日 - 増田分教場が独立し、増田中学校となる。
- 1955年（昭和30年）7月8日 - 校歌制定[1] 。
- 1957年（昭和32年）
  - 3月31日 - 島守村と中沢村が合併した南郷村発足により、南郷村立島守中学校と改称。
  - 11月18日 - 創立10周年記念式典を挙行し、校歌を制定する。
- 1961年（昭和36年）12月31日 - 4教室増築落成[1] 。
- 1963年（昭和38年）10月30日 - 特別教室（技術室2・理科室1）増築落成[1] 。
- 1964年（昭和39年）12月28日 - 特別教室（家庭科室2）増築落成[1] 。
- 1967年（昭和42年）11月10日 - 創立20周年記念式典及び祝賀会挙行。
- 1968年（昭和43年）4月1日 - 特殊学級設置[1] 。
- 1977年（昭和52年）6月30日 - 創立30周年記念式典挙行。
- 1981年（昭和56年）3月6日 - 体育館竣工。
- 1982年（昭和57年）1月7日 - 校舎完工。
- 1984年（昭和59年）6月8日 - 道路側フェンス完成。
- 1987年（昭和62年）9月11日 - 校舎前舗装工事完了。
- 1988年（昭和63年）2月24日 - 校旗樹立式挙行。創立40周年記念誌発行。
- 1991年（平成3年）9月30日 - 校庭照明灯設置。
- 1994年（平成6年）11月4日 - 記念碑「立志」の像完成除幕式。
- 1996年（平成8年）9月5日 - 校庭夜間照明灯二基増設。校庭入口拡張及び部室移転工事完了。
- 1997年（平成9年）
  - 7月21日 - 創立50周年記念事業にかかる暖房機FF化工事。
  - 11月1日 - 創立50周年記念式典挙行。
- 1998年（平成10年）5月27日 - ポンプ室及び水槽工事。
- 1999年（平成11年）3月17日 - 保健室及び相談室改造工事、階段手すり設置工事。
- 2001年（平成13年）
  - 8月1日  - 床張替工事（玄関、ホール、各教室他）。
  - 10月4日 - グランド改修工事。
- 2002年（平成14年）
  - 7月24日 - 耐震工事（校舎・体育館）。
  - 7月26日 2階特別教室床、体育館床ウレタン塗装工事。
- 2004年（平成16年）
  - 3月31日 - 玄関スロープ完成。
  - 9月5日 - PTA環境奉仕により、渡り廊下壁設置。
- 2005年（平成17年）
  - 3月31日 - 八戸市と南郷村の合併により、八戸市立島守中学校と改称。
  - 6月1日 - 環境省環境管理局水環境部より水環境保全活動を評価され、表彰を受ける。
- 2008年（平成20年）3月5日 - 日本水環境学会より「東北・水すまし賞」を受賞する。
- 2010年（平成22年）9月10日 - 体育館の耐震工事完了。
- 2011年（平成23年）5月27日 - 2階男子洋式トイレ設置。

## 生徒数
2020年（令和2年）5月1日現在
| 学年 | 1年 | 2年 | 3年 | 特別支援 | 合計 |
| ---- | --- | --- | --- | -------- | ---- |
| 学級 | 1   | 1   | 1   | 0        | 3    |
| 生徒 | 9   | 4   | 12  | 0        | 25   |

## 部活動
- 野球部
- 陸上競技部
- 卓球部

## 通学区域
- 巻
- 沢代
- 石橋
- 沢田
- 旦平
- 十文字
- 日ノ戸瀬
- 砂篭
- 坂本
- 馬場
- 長瀬
- 江花沢
- 上門前
- 下門前
- 高山
- 上荒谷
- 下荒谷
- 不習
- 相畑
- 上頃巻沢
- 下頃巻沢
- 上番屋
- 下番屋
- 相野
- 古里
- 簗畑